# Tetrigidae
Super-famille
Famille
Les Tetrigidae sont une famille d'insectes orthoptères, la seule de la super-famille des Tetrigoidea.
Les espèces de cette famille peuvent être appelées tétrix.

## Distribution
Les espèces de cette famille se rencontrent sur tous les continents.

## Classification
Selon Orthoptera Species File (29 juin 2018) :
- sous-famille des Batrachideinae Bolívar, 1887
  - genre Ascetotettix Grant, 1956
  - genre Batrachidea Serville, 1838
  - genre Bufonides Bolívar, 1898
  - genre Cranotettix Grant, 1955
  - genre Eutettigidea Hancock, 1914
  - genre Halmatettix Hancock, 1909
  - genre Lophoscirtus Bruner, 1910
  - genre Palaioscaria Günther, 1936
  - genre Paurotarsus Hancock, 1900
  - genre Paxilla Bolívar, 1887
  - genre Phloeonotus Bolívar, 1887
  - genre Plectronotus Morse, 1900
  - genre Puiggaria Bolívar, 1887
  - genre Rehnidium Grant, 1956
  - genre Saussurella Bolívar, 1887
  - genre Scaria Bolívar, 1887
  - genre Tettigidea Scudder, 1862
  - genre Vilma Steinmann, 1973
  - genre Vingselina Sjöstedt, 1921
  - genre Wiemersiella Tumbrinck, 2014
- sous-famille des Cladonotinae Bolívar, 1887
  - tribu des Xerophyllini Günther, 1979
    - genre Acmophyllum Karsch, 1890
    - genre Astyalus Rehn, 1939
    - genre Bidentatettix Zheng, 1992
    - genre Cladoramus Hancock, 1907
    - genre Morphopoides Rehn, 1930
    - genre Morphopus Bolívar, 1905
    - genre Pantelia Bolívar, 1887
    - genre Paulytettix Devriese, 1999
    - genre Royitettix Devriese, 1999
    - genre Sanjetettix Devriese, 1999
    - genre Seyidotettix Rehn, 1939
    - genre Tettilobus Hancock, 1909
    - genre Trachytettix Stål, 1876
    - genre Trypophyllum Karsch, 1890
    - genre Xerophyllum Fairmaire, 1846

  - incertae sedis
    - genre Afrolarcus Günther, 1979
    - genre Antillotettix Perez-Gelabert, 2003
    - genre Armasius Perez-Gelabert & Yong, 2014
    - genre Aspiditettix Liang, Chen, Li & Chen, 2009
    - genre Austrohancockia Günther, 1938
    - genre Bahorucotettix Perez-Gelabert, Hierro & Otte, 1998
    - genre Boczkitettix Tumbrinck, 2014
    - genre Choriphyllum Serville, 1838
    - genre Cladonotella Hancock, 1909
    - genre Cladonotus Saussure, 1862
    - genre Cota Bolívar, 1887
    - genre Cubanotettix Perez-Gelabert, Hierro & Otte, 1998
    - genre Cubonotus Perez-Gelabert, Hierro & Otte, 1998
    - genre Dasyleurotettix Rehn, 1904
    - genre Deltonotus Hancock, 1904
    - genre Devriesetettix Tumbrinck, 2014
    - genre Diotarus Stål, 1877
    - genre Dolatettix Hancock, 1907
    - genre Eleleus Bolívar, 1887
    - genre Epitettix Hancock, 1907
    - genre Eurymorphopus Hancock, 1907
    - genre Fieberiana Kirby, 1914
    - genre Gestroana Berg, 1898
    - genre Gibbotettix Zheng, 1992
    - genre Gignotettix Hancock, 1909
    - genre Haitianotettix Perez-Gelabert, Hierro & Otte, 1998
    - genre Hancockella Uvarov, 1940
    - genre Hippodes Karsch, 1890
    - genre Holoarcus Hancock, 1909
    - genre Hottettix Perez-Gelabert, Hierro & Otte, 1998
    - genre Hymenotes Westwood, 1837
    - genre Hypsaeus Bolívar, 1887
    - genre Ichikawatettix Tumbrinck, 2014
    - genre Ingrischitettix Tumbrinck, 2014
    - genre Microthymochares Devriese, 1991
    - genre Misythus Stål, 1877
    - genre Mucrotettix Perez-Gelabert, Hierro & Otte, 1998
    - genre Nesotettix Holdhaus, 1909
    - genre Oxyphyllum Hancock, 1909
    - genre Paraphyllum Hancock, 1913
    - genre Pelusca Bolívar, 1912
    - genre Peraxelpa Sjöstedt, 1932
    - genre Phyllotettix Hancock, 1902
    - genre Piezotettix Bolívar, 1887
    - genre Planotettix Tumbrinck, 2014
    - genre Potua Bolívar, 1887
    - genre Pseudepitettix Zheng, 1995
    - genre Pseudohyboella Günther, 1938
    - genre Sierratettix Perez-Gelabert, Hierro & Otte, 1998
    - genre Stegaceps Hancock, 1913
    - genre Tepperotettix Rehn, 1952
    - genre Tetradinodula Zha, 2017
    - genre Thymochares Rehn, 1929
    - genre Tiburonotus Perez-Gelabert, Hierro & Otte, 1998
    - genre Tondanotettix Willemse, 1928
    - genre Truncotettix Perez-Gelabert, Hierro & Otte, 1998
    - genre Tuberfemurus Zheng, 1992
    - genre Willemsetettix Tumbrinck, 2014
    - genre Yunnantettix Zheng, 1995
    - genre †Baeotettix Heads, 2009
    - genre †Electrotettix Heads & Thomas, 2014
- sous-famille des Discotettiginae Hancock, 1907
  - tribu des Discotettigini Hancock, 1907
    - genre Discotettix Costa, 1864

  - incertae sedis
    - genre Arulenus Stål, 1877
    - genre Flatocerus Liang & Zheng, 1984
    - genre Hirrius Bolívar, 1887
    - genre Kraengia Bolívar, 1909
    - genre Phaesticus Uvarov, 1940
- sous-famille des Lophotettiginae Hancock, 1909
  - genre Lophotettix Hancock, 1909
- sous-famille des Metrodorinae Bolívar, 1887
  - tribu des Amorphopini Günther, 1939
    - genre Amorphopus Serville, 1838
    - genre Eomorphopus Hancock, 1907
    - genre Platythorus Morse, 1900

  - tribu des Cleostratini Bolívar, 1887
    - genre Cleostratus Stål, 1877
    - genre Indomiriatra Tinkham, 1939
    - genre Metopomystrum Günther, 1939
    - genre Miriatroides Zheng & Jiang, 2002
    - genre Procytettix Bolívar, 1912
    - genre Pseudomitraria Hancock, 1907
    - genre Rhopalina Tinkham, 1939
    - genre Rhynchotettix Hancock, 1907
    - genre Rostella Hancock, 1913
    - genre Spadotettix Hancock, 1910
    - genre Thyrsus Bolívar, 1887

  - tribu des Clinophaestini Storozhenko, 2013
    - genre Birmana Brunner von Wattenwyl, 1893
    - genre Clinophaestus Storozhenko, 2013

  - tribu des Miriatrini Cadena-Castañeda & Cardona, 2015
    - genre Miriatra Bolívar, 1906

  - tribu des Ophiotettigini Tumbrinck & Skejo, 2017
    - genre Halmahera Storozhenko, 2016
    - genre Ophiotettix Walker, 1871
    - genre Paraspartolus Günther, 1939
    - genre Rhopalotettix Hancock, 1910
    - genre Spartolus Stål, 1877
    - genre Threciscus Bolívar, 1887
    - genre Uvarovithyrsus Storozhenko, 2016

  - incertae sedis
    - genre Allotettix Hancock, 1899
    - genre Amphinotulus Günther, 1939
    - genre Amphinotus Hancock, 1915
    - genre Andriana Rehn, 1929
    - genre Apterotettix Hancock, 1904
    - genre Arexion Rehn, 1929
    - genre Austrohyboella Rehn, 1952
    - genre Bara Rehn, 1929
    - genre Bermania Storozhenko, 2012
    - genre Bolivaritettix Günther, 1939
    - genre Bullaetettix Günther, 1937
    - genre Calyptraeus Wang, 2001
    - genre Camelotettix Hancock, 1907
    - genre Centrosotettix Günther, 1939
    - genre Charagotettix Brancsik, 1892
    - genre Chiriquia Morse, 1900
    - genre Cingalina Hebard, 1932
    - genre Cingalotettix Günther, 1939
    - genre Cleostratoides Storozhenko, 2013
    - genre Cotys Bolívar, 1887
    - genre Cotysoides Zheng & Jiang, 2000
    - genre Crimisodes Hebard, 1932
    - genre Crimisus Bolívar, 1887
    - genre Cryptotettix Hancock, 1900
    - genre Eurybiades Rehn, 1929
    - genre Gorochovitettix Storozhenko & Pushkar, 2015
    - genre Hancockiella Cadena-Castañeda & Cardona, 2015
    - genre Hildegardia Günther, 1974
    - genre Holocerus Bolívar, 1887
    - genre Hovacris Rehn, 1929
    - genre Hyboella Hancock, 1915
    - genre Hybotettix Hancock, 1900
    - genre Hyperyboella Günther, 1938
    - genre Isandrus Rehn, 1929
    - genre Lamellitettigodes Günther, 1939
    - genre Macromotettix Günther, 1939
    - genre Macromotettixoides Zheng, Wei & Jiang, 2005
    - genre Mazarredia Bolívar, 1887
    - genre Melainotettix Günther, 1939
    - genre Metamazarredia Günther, 1939
    - genre Metrodora Bolívar, 1887
    - genre Mixohyboella Shishodia, 1991
    - genre Moluccasia Rehn, 1948
    - genre Notocerus Hancock, 1900
    - genre Ocytettix Hancock, 1907
    - genre Orthotettix Hancock, 1909
    - genre Orthotettixoides Zheng, 1998
    - genre Otumba Morse, 1900
    - genre Oxytettix Rehn, 1929
    - genre Paraguelus Günther, 1939
    - genre Plesiotettix Hancock, 1907
    - genre Pseudomacromotettix Zheng, Li & Lin, 2012
    - genre Pseudoparatettix Günther, 1937
    - genre Pseudoxistrella Liang, 1991
    - genre Pterotettix Bolívar, 1887
    - genre Rosacris Bolívar, 1931
    - genre Salomonotettix Günther, 1939
    - genre Scabrotettix Hancock, 1907
    - genre Synalibas Günther, 1939
    - genre Systolederus Bolívar, 1887
    - genre Timoritettix Günther, 1971
    - genre Trigonofemora Hancock, 1906
    - genre Vaotettix Podgornaya, 1986
    - genre Xistra Bolívar, 1887
    - genre Xistrella Bolívar, 1909
    - genre Xistrellula Günther, 1939
- sous-famille des Scelimeninae Bolívar, 1887
  - tribu des Criotettigini Kevan, 1966
    - genre Criotettix Bolívar, 1887
    - genre Euloxilobus Sjöstedt, 1936
    - genre Loxilobus Hancock, 1904
    - genre Paracriotettix Liang, 2002
    - genre Tettitelum Hancock, 1915

  - tribu des Scelimenini Bolívar, 1887
    - genre Amphibotettix Hancock, 1906
    - genre Eufalconius Günther, 1938
    - genre Euscelimena Günther, 1938
    - genre Falconius Bolívar, 1898
    - genre Hexocera Hancock, 1915
    - genre Indoscelimena Günther, 1938
    - genre Paragavialidium Zheng, 1994
    - genre Paramphibotettix Günther, 1938
    - genre Platygavialidium Günther, 1938
    - genre Scelimena Serville, 1838
    - genre Tagaloscelimena Günther, 1938
    - genre Tefrinda Bolívar, 1906
    - genre Tegotettix Hancock, 1913

  - tribu des Thoradontini Kevan, 1966
    - genre Probolotettix Günther, 1939
    - genre Thoradonta Hancock, 1909

  - incertae sedis
    - genre Bentotettix Deng, 2016
    - genre Bolotettix Hancock, 1907
    - genre Cyphotettix Rehn, 1952
    - genre Eucriotettix Hebard, 1930
    - genre Eufalconoides Zheng, Li & Shi, 2003
    - genre Gavialidium Saussure, 1862
    - genre Hebarditettix Günther, 1938
    - genre Syzygotettix Günther, 1938
    - genre Zhengitettix Liang, 1994
- sous-famille des Tetriginae Rambur, 1838
  - tribu des Dinotettigini Günther, 1979
    - genre Afrocriotettix Günther, 1938
    - genre Dinotettix Bolívar, 1905
    - genre Ibeotettix Rehn, 1930
    - genre Lamellitettix Hancock, 1904
    - genre Marshallacris Rehn, 1948
    - genre Pseudamphinotus Günther, 1979

  - tribu des Tetrigini Rambur, 1838
    - genre Clinotettix Bey-Bienko, 1933
    - genre Coptotettix Bolívar, 1887
    - genre Euparatettix Hancock, 1904
    - genre Exothotettix Zheng & Jiang, 1993
    - genre Hydrotetrix Uvarov, 1926
    - genre Paratettix Bolívar, 1887
    - genre Tetrix Latreille, 1802
    - genre Thibron Rehn, 1939

  - incertae sedis
    - genre Aalatettix Zheng & Mao, 2002
    - genre Agkistropleuron Bruner, 1910
    - genre Alulatettix Liang, 1993
    - genre Bannatettix Zheng, 1993
    - genre Bienkotetrix Karaman, 1965
    - genre Carolinotettix Willemse, 1951
    - genre Clypeotettix Hancock, 1902
    - genre Coptottigia Bolívar, 1912
    - genre Ergatettix Kirby, 1914
    - genre Formosatettix Tinkham, 1937
    - genre Formosatettixoides Zheng, 1994
    - genre Hedotettix Bolívar, 1887
    - genre Leptacrydium Chopard, 1945
    - genre Macquillania Günther, 1972
    - genre Micronotus Hancock, 1902
    - genre Neocoptotettix Shishodia, 1984
    - genre Neotettix Hancock, 1898
    - genre Nomotettix Morse, 1894
    - genre Ochetotettix Morse, 1900
    - genre Sciotettix Ichikawa, 2001
    - genre Stenodorsus Hancock, 1906
    - genre Teredorus Hancock, 1907
    - genre Tettiella Hancock, 1909
    - genre Tettiellona Günther, 1979
    - genre Xiaitettix Zheng & Liang, 1993
    - genre †Succinotettix Piton, 1938
- sous-famille des Tripetalocerinae Bolívar, 1887
  - genre Tripetalocera Westwood, 1834
  - genre Tripetaloceroides Storozhenko, 2013
- incertae sedis
  - genre Lepocranus Devriese, 1991
  - genre Paramphinotus Zheng, 2004
  - genre Peronotettix Rehn, 1952
  - genre Pseudosystolederus Günther, 1939
  - genre Rehnitettix Günther, 1939
  - genre Silanotettix Günther, 1959
  - genre †Archaeotetrix Sharov, 1968
  - genre †Eotetrix Gorochov, 2012
  - genre †Eozaentetrix Zessin, 2017
  - genre †Prototetrix Sharov, 1968

## Publication originale
- Rambur, 1838 : Faune entomologique de l'Andalousie. (texte intégral).